# Mamacita
«Mamacita» es el primer sencillo del álbum Club Tropicana del cantante alemán Mark Medlock y fue lanzado el 24 de abril de 2009. La canción fue compuesta, arreglada y producida por el también alemán Dieter Bohlen.

## Sencillos
CD Single Columbia 88697 52104 2, 24 de abril de 2009
1. Mamacita (Single Version) 	3:33
2. Mamacita (Karaoke Version) 	4:07

CD Maxi Single Columbia 88697 52106 2, 24 de abril de 2009
1. Mamacita (Single Version) 	3:33
2. Mamacita (Karaoke Version) 	4:07
3. Heart To Heart (Alana Remix) - 3:52

## Posicionamiento
| Listas (2009) | Máxima posición |
| ------------- | --------------- |
| Alemania      | 2               |
| Austria       | 4               |
| Suiza         | 17              |

## Créditos
- Letra y música - Dieter Bohlen
- Arreglos - Dieter Bohlen
- Producción - Dieter Bohlen
- Coproducción - Jeo
- Dirección de arte - Ronald Reinsberg
- Fotografía - Nikolaj Georgiew
- Publicación - Blue Obsession/Warner Chappell
- Mezcla - Jeo@Jeopark